# Leão do Castelo de Gripsholm

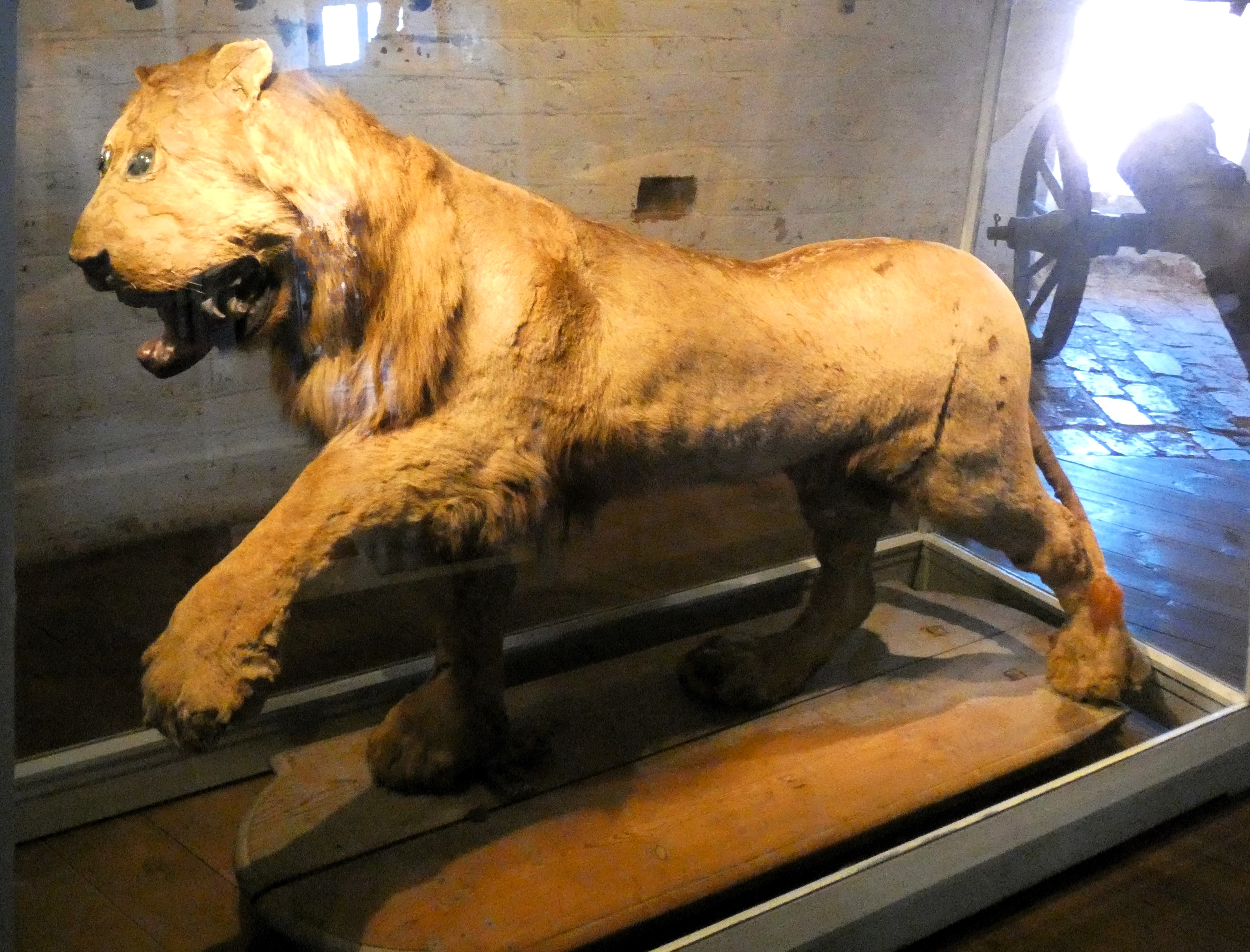
O leão em 2024.

O Leão do Castelo de Gripsholm é um exemplo notável de taxidermia mal executada, localizado no Castelo de Gripsholm, na Suécia. O leão foi mal empalhado e seu rosto deformado é considerado cômico.
Em 1731, o dai de Argel deu ao rei Frederico I da Suécia um leão de presente, um dos primeiros na Escandinávia. Quando ainda vivo, o animal ficava em uma jaula perto de Junibacken. Após sua morte, foi empalhado e sua pele, montada; no entanto, o taxidermista e os zeladores do museu nunca tinham visto um leão antes e não sabiam que aparência deveria ter. O taxidermista baseou a reconstrução principalmente em obras de arte históricas de leões. Como resultado, a montagem da pele ficou imprecisa anatomicamente, especialmente em sua face.
No século XXI, o animal mal empalhado vem sendo amplamente ridicularizado.